# Gemarkung Walberngrün
Die Gemarkung Walberngrün ist eine Gemarkung im Landkreis Kulmbach, die vollständig auf dem Kommunalgebiet des Marktes Grafengehaig liegt.
Die Gemarkung hat eine Fläche von 2,782 km². Sie ist in 352 Flurstücke aufgeteilt, die eine durchschnittliche Flurstücksfläche von 7903,68 m² haben. In ihr liegen die Gemeindeteile Hetzenhof, Hintererb, Hüttenbach, Mesethmühle und Walberngrün.
Die Nachbargemarkungen sind:
| - Gemarkung Enchenreuth - Gemarkung Gösmes - Gemarkung Horbach | - Gemarkung Oberweißenbach - Gemarkung Rappetenreuth - Gemarkung Schlockenau |